# Kampowanie
Kampowanie (ang. camp – obozować) – termin wywodzący się z gier komputerowych, będący formą griefingu. Oznacza pewną technikę gry, zwykle stosowaną w grach typu first-person shooter i MMORPG.
Osoba, która korzysta z tej techniki to kamper (w żargonie pisany również jako camper). Czasownik, wyrażający czynność kampowania to kampować, choć często spotkać można niepoprawny gramatycznie termin kampić.

## Kampowanie w grach FPS
W przypadku gier typu first-person shooter kampowanie przybiera postać ukrywania się w oczekiwaniu na pojawienie się przeciwnika. Na mapach, na których toczona jest rozgrywka, kamperzy wyszukują miejsca, które zapewnią im przewagę taktyczną nad przeciwnikiem, by następnie przez długi czas bez zmieniania pozycji likwidować niczego nie spodziewających się innych graczy. Do wybieranych przez kamperów pozycji należą lokalizacje choćby częściowo pozbawione oświetlenia, osłonięte z możliwie wielu kierunków, umiejscowione wysoko, jak również ślepe zaułki zazwyczaj ignorowane przez graczy, miejsca w których można się spodziewać przeciwników nadchodzących tylko z jednego możliwego kierunku, czy też takie, z których kontroluje się obszar, w którym gracze poruszają się wolniej, np. woda czy miejsca, w których można się jedynie czołgać. Stosujący tę taktykę gracze spodziewają się zdobycia większej ilości fragów zanim sami zostaną unieszkodliwieni.
W grach FPS określenie kamper (lub camper) ma wydźwięk negatywny. Nazwanie współgracza w ten sposób jest sugestią, że brakuje mu umiejętności lub odwagi, by zmierzyć się z przeciwnikiem w zwykłej, dynamicznej rozgrywce, w której duże znaczenie ma refleks, doświadczenie i zdolności danego gracza. Zbyt duża liczba graczy stosujących kampowanie w danej rozgrywce sprawia, że gra staje się dużo mniej dynamiczna i satysfakcjonująca, zaś gracze, którzy zginęli z rąk kampera, mogą czuć się bardziej sfrustrowani, niż gdy ulegają niestosującemu tej techniki przeciwnikowi.
Szczególnie niemile widzianą w kręgach graczy odmianą kampera jest spawnkiller, który zasadza się na przeciwników przy spawnach (miejscach, w których zabite postacie graczy mogą „odrodzić się” i ponownie wkroczyć do trwającej rozgrywki), gdzie dodatkową jego przewagą jest chwilowa dezorientacja gracza, który właśnie zrespawnował.
W zależności od rodzaju gry komputerowej lub rodzaju rozgrywki zjawisko kampowania może być tolerowane przez współgraczy w mniejszym lub większym stopniu. W grach, w których nacisk położony jest na dynamikę rozgrywki (np. seria Quake), taktyka ta jest potępiana przez ogół graczy, natomiast w grach, które możliwie wiernie starają się oddać realizm pola walki (np. seria Red Orchestra) takie zachowania są, choćby częściowo, akceptowalne (gracz uzbrojony w broń snajperską jest praktycznie bezbronny „w polu” wobec przeciwnika wyposażonego w broń maszynową, co zmusza go do choćby częściowego przyjęcia taktyki kampowania). Istnieją również tryby w grach, w których kampowanie może być częścią rozgrywki. W klasycznym dla wielu gier komputerowych trybie zdobądź flagę (ang. capture the flag) jedną z taktyk jest podział drużyn graczy na dwa zespoły – jeden ofensywny (którego zadaniem jest zdobycie flagi przeciwnika i przetransportowanie jej do własnej bazy), a drugi defensywny. Zespół defensywny pozostaje we własnej bazie i ma za zadanie obronić własną flagę przed przejęciem jej przez drużynę przeciwną.
Twórcy gier komputerowych typu FPS często starają się ograniczać zjawisko kampowania, np. poprzez odpowiednią konstrukcję map, na których toczone są potyczki graczy (ograniczenie miejsc dogodnych dla kamperów lub też umieszczanie na mapach obiektów takich jak bunkry, które w oczywisty sposób mogą być obsadzone przez kampujących graczy), a także balans dostępnej w grze broni (kamperzy zazwyczaj korzystają z uzbrojenia wyposażonego w celowniki optyczne), balans możliwych do wyboru klas postaci, czy też ujawnianie graczowi, który został zabity dokładnej pozycji gracza, z którego ręki zginął. Skuteczną metodą przeciwko spawnkillerom jest natomiast wyznaczanie obszaru wokół respawnów, do którego nie mogą dostać się członkowie drużyny przeciwnej.

## Kampowanie w grach online
W grach typu MMORPG niektóre konkretne rodzaje mobów (sterowanych przez grę przeciwników), z którymi walczą gracze, po pokonaniu pozostawiają szczególnie rzadkie i wartościowe przedmioty. Z tego powodu stają się one celem kampowania ze strony działających w pojedynkę lub w drużynie graczy, którzy oczekują w pobliżu miejsca, gdzie dany przeciwnik się odrodzi, wygrywają z nim walkę i obszukują jego zwłoki. W większości gier szczególnie pożądane przez graczy przedmioty pojawiają się przy pokonanym mobie jedynie z pewnym, czasem bardzo niewielkim prawdopodobieństwem. Dlatego cykl czekanie-walka-grabienie powtarzany jest do skutku lub do momentu, w którym gracze sami zrezygnują z kampowania.
Kampowanie, choć potrafi być dla graczy działaniem nużącym i uciążliwym, nie ma w grach MMORPG charakteru pejoratywnego, ponieważ jego „ofiarą” nie pada inny żywy gracz (jak w grach FPS), a jedynie kontrolowany przez grę mob.